# Марьинский район
Ма́рьинский район (укр. Мар’їнський район) — упразднённое административно-территориальное образование на западе Донецкой области Украины, население — 80 001 чел., площадь — 1350 км². Центр — город Марьинка. В составе 3 города (райцентр, Курахово, Красногоровка), 3 пгт (Старомихайловка, Александровка, Ильинка), 18 сельских советов, 52 сельских населённых пункта.

## Особенности географического положения
Марьинский район расположен в северной части степной зоны на юго-западе Донецкой области и представлен обширной равниной, окаймленной с юго-востока Приазовской возвышенностью, с севера и северо-востока отрогами Донецкого кряжа и Придонским плато. Водные ресурсы Марьинского района представлены подземными водами и поверхностными стоками. Основными реками района являются Волчья, Сухие Ялы, Осыкова, Лозовая, Кашлагач.

## История
10 сентября 1959 года к Марьинскому району была присоединена часть территории упразднённого Ольгинского района.
17 июля 2020 года в результате административно-территориальной реформы территории района вошли в состав Волновахского и Покровского районов.

## Административно-территориальное деление
Административно-территориально район делится на 3 городских, 2 поселковых и 15 сельских советов, которые объединяют 58 населенных пунктов и подчиняются Марьинскому районному совету.

## Население
Численность населения на 2019 год — 80 001 чел., городское население: 53 206 человек. Сельское население: 26 795 человек.
Данные переписи населения 2001 года
| N | Национальность | Количество | Уд. вес (%) |
| - | -------------- | ---------- | ----------- |
| 1 | Украинцы       | 70703      | 78,52       |
| 2 | Русские        | 16589      | 18,42       |
| 3 | Греки          | 958        | 1,06        |
| 4 | Белорусы       | 495        | 0,55        |
| 5 | Болгары        | 230        | 0,26        |
| 6 | Армяне         | 190        | 0,21        |
| 7 | Азербайджанцы  | 106        | 0,12        |
|   | Всего          | 90045      | 100,00      |

## Населённые пункты
- Город Марьинка (с 1844, с 1938 — пгт) — 9456 чел. Основан крестьянами-переселенцами из Полтавской и Харьковской губерний, с 1874 — волостной центр в Мариупольском уезде Екатеринославской губернии. Бывшие колхозы имени Шевченко и «Победа». Шиноремонтный завод (с 1959), Марьинский молокозавод, хлебокомбинат. 6 общеобразовательных школ, 1 библиотека, областной детдом, областной госпиталь для инвалидов войны. Подчинены населённые пункты: Победа.
- Город Курахово (с 1933, город с 1956) — 18 984 чел. Кураховская ГРЭС. Котельно-механический завод и др. Подчинены населённые пункты: пгт Ильинка, Степановка, Островское, Терны.
- Город Красногоровка (с конца 19-го века, город с 1938) — 15 254 чел. Завод огнеупоров.
- Пгт Александровка — 3933 чел.
- Пгт Ильинка — 433 чел.
- Пгт Старомихайловка — 5146 чел.

## Экономика
Ведущие отрасли экономики района — чёрная металлургия, энергетическая промышленность, пищевая промышленность, строительная промышленность, машиностроение и металлообработка, химическая и нефтехимическая промышленность. Полезные ископаемые — каменный уголь, глина, кварцевые пески.

### Промышленность
- ООО «Красногоровский огнеупорный завод», проектная мощность завода — 520 тыс. т. Изделия с торговой маркой завода приобретают свыше 3 тыс. предприятий Украины, стран ближнего и дальнего зарубежья.
- Кураховская теплоэлектростанция, проектная мощность — 1460 МВт. В настоящее время среднегодовая выработка электроэнергии составляет более 4 млрд кВт·ч;
- Кураховский механический завод, проектная годовая мощность завода: металлоконструкции 26 тыс. т, чугунное литье 1200 т, электроды 2,3 тыс. т, автобетоносмесители — 80 штук.
- ОАО «Марьинский шиноремонтный завод» — продан.
- ОАО «Лактис», проектная мощность — переработка около 30 тонн молока в сутки. ОАО создано в 1993 году на базе Марьинского молокозавода. Здесь выпускается сертифицированная продукция высокого качества. Её ассортимент постоянно расширяется и составляет около 40 наименований. Входит в состав предприятий сети «Донецксталь» (Виктор Нусенкис). Разрушен в 2014 году в результате боевых действий
- ОАО «Марьинская пищевкусовая фабрика», проектная мощность — 20 т подсолнечника в сутки, 300 тыс. т кондитерских изделий в год.

### Сельское хозяйство
На территории района 116,8 тыс. га сельхозугодий, из них пашни 103,7 тыс. га. Основная сельскохозяйственная продукция — молоко, овощи, зерно, мясо, яйцо, подсолнечник и др. культуры. Урожайность сельскохозяйственных культур:
- зерновых — 30,7 ц/га
- пшеница — 34,5 ц/га
- подсолнечник — 16,4 ц/га
- картофель — 120,8 ц/га
- овощи — 231,3 ц/га

Основными сельскохозяйственными производителями являются:
- агрофирма «Нива»
- Филиал «Богоявленский» ООО Агрофирма «Агротис»
- Филиал «Еленовский» ООО Агрофирма «Агротис»
- Филиал «Константиновский» ООО Агрофирма «Агротис»
- Филиал «Екатериновский» ООО Агрофирма «Агротис»
- Филиал «Марьинский» ООО Агрофирма «Агротис»
- Филиал «Никольский» ООО Агрофирма «Агротис»
- Филиал «Элеватор Никольский» ООО Агрофирма «Агротис»
- СООО «Еленовское»

### Транспорт
Основные железнодорожные пути сообщения — Донецк — Мариуполь, Рутченково — Покровск, два вокзала — г. Курахово (ст. Роя) и в г. Красногоровка. Расстояния к ближайшему порту (г. Мариуполь) 112 км, к ближайшему аэропорту — (г. Донецк) 35 км. Основные автомагистрали Донецк — Днепр, Донецк — Запорожье, Донецк — Мариуполь, Донецк — Марьинка, качество дорог удовлетворительное. Имеются современные АЗС.

## Культура, образование
Техникумы
- Донецкий государственный аграрный техникум
- Кураховский филиал Приднепровского энергостроительного техникума
- филиал Сумского национального аграрного университета
- филиал Харьковской зооветеринарной академии

## Природа
Охраняемые природные территории:
- Старомихайловский энтомологический заказник (место обитания диких пчёл).
- Родники в балке Скотовая

## Достопримечательности
Памятник архитектуры — Михайловская церковь (1837, село Новомихайловка).

## Известные люди
Здесь родился Калиненко, Иван Григорьевич — Герой Социалистического Труда.